# YAP (protéine)
Pour les articles homonymes, voir Yap.
La YAP, sigle pour Yes-associated protein, est une protéine normalement présente dans le cytoplasme des cellules qui, avec la protéine TAZ, migre par transport membranaire actif vers le noyau à la suite d'un allongement du cytosquelette provoqué par des contraintes mécaniques d'étirement. Elle se positionne en des points précis de l'ADN et active des gènes particuliers qui déclenchent la croissance cellulaire.

## Son utilité pour la cellule:
La protéine YAP influence la transcription de l'ADN en se liant à des facteurs de transcription tels que ceux de la famille TEAD (TEA Domain), formant un complexe qui se fixe à des régions spécifiques de l'ADN, activant l'expression de gènes liés à la croissance cellulaire,et à la survie . Lorsque YAP est dans le noyau, elle active des gènes comme CTGF, CYR61 et Bcl-2, qui favorisent la prolifération cellulaire et inhibent l'apoptose en bloquant les voies pro-apoptotiques. Cette activation permet aux cellules de continuer à se diviser, même dans des conditions stressantes, et contribue à la résistance cellulaire aux signaux de mort, ce qui est crucial pour la croissance de l'organisme mais aussi pour les développements tumoraux en cas de dérèglement du système. Bien que la protéine YAP soit peu active chez l'adulte, elle est très active chez l'enfant ou bien lors de la cicatrisation d'une plaie.

## Sa régulation:[1]
YAP entre dans le noyau grâce à un mécanisme précis régulé par la voie de signalisation Hippo. Lorsqu'elle est active, la voie Hippo entraîne l'activation de deux kinases majeures, LATS1/2, qui phosphorylent YAP sur plusieurs résidus spécifiques. Cette phosphorylation modifie la conformation de YAP et lui permet de se lier à des protéines comme 14-3-3, ce qui la piège dans le cytoplasme, l'empêchant ainsi de pénétrer dans le noyau. En l'absence d'activation de la voie Hippo (par exemple, lorsque les kinases LATS sont inactives), YAP n'est pas phosphorylée et peut se dissocier de 14-3-3, ce qui lui permet de transloquer librement dans le noyau. Cette régulation par phosphorylation dépend de l'état de la voie Hippo, qui intègre des signaux provenant de l'environnement cellulaire, comme la densité cellulaire ou la tension mécanique.

## La voie Hippo est activée (YAP reste cytoplasmique):
1. Haute densité cellulaire : Lorsque les cellules sont très proches les unes des autres, cela active la voie Hippo et empêche YAP d'entrer dans le noyau.
2. Contraction de la matrice extracellulaire : Une forte tension mécanique sur les cellules (par exemple, la rigidité du tissu environnant) active la voie Hippo pour limiter la croissance cellulaire.
3. Signaux de contact cellulaire : Les signaux provenant des contacts intercellulaires (par exemple, la jonction adhésive) peuvent activer Hippo et inhiber YAP.
4. Facteurs de croissance inhibés : Des signaux qui inhibent la prolifération ou qui activent des voies inhibitrices, comme certains facteurs de croissance, peuvent activer la voie Hippo.
5. Stabilité du cytosquelette : L'intégrité du cytosquelette et l'adhésion cellulaire sont des signaux importants qui activent la voie Hippo pour empêcher la croissance excessive.

## La voie Hippo est non activée (YAP entre dans le noyau):
1. Faible densité cellulaire : Lorsque les cellules sont peu nombreuses et éloignées les unes des autres, la voie Hippo est désactivée, permettant à YAP de se déplacer vers le noyau.
2. Tension mécanique faible : Lorsque la cellule est peu soumise à des forces mécaniques, la voie Hippo n'est pas activée, ce qui permet à YAP d'entrer dans le noyau pour stimuler la croissance.
3. Signaux de prolifération : Des signaux favorisant la croissance et la division cellulaire (par exemple, certains facteurs de croissance comme le facteur de croissance des fibroblastes) peuvent désactiver la voie Hippo et permettre à YAP de transloquer dans le noyau.
4. Perturbation du cytosquelette : Lorsque le cytosquelette est modifié ou perturbé, la voie Hippo peut être inactivée, ce qui favorise l'entrée de YAP dans le noyau.